# عشق خونین (مجموعه تلویزیونی)
عشق خونین (چینی ساده: 媚者无疆؛ انگلیسی: Bloody Romance) یک مجموعه تلویزیونی چینی سال ۲۰۱۸ بر پایه رمانی با همین نام اثر بان‌مینگ بان‌مِی (半明半寐) است. این مجموعه در ۲۴ ژوئیه ۲۰۱۸ در یوکو پخش شد و در آن لی یی‌تونگ و چو چوشیائو ایفای نقش کردند. این مجموعه به صورت بین‌المللی از طریق یوکو و درامافیور در ۱۳ کشور خارجی پخش می‌شود.
این مجموعه یک موفقیت تجاری بود و تا اوت ۲۰۱۸ از ۶۰۰ میلیون بازدید عبور کرد. عشق خونین به دلیل خط داستانی فشرده و کیفیت تولید بالا علیرغم بودجه کم و همچنین به دلیل نقش اول زن قوی مورد تحسین قرار گرفت.

## بازیگران

### اصلی
- لی یی‌تونگ در نقش وان مِی / سو چی‌شو
- چو چوشیائو در نقش چانگ آن / شی هوان